# Schieder-Schwalenberg
Schieder-Schwalenberg är en stad i Kreis Lippe i Regierungsbezirk Detmold i förbundslandet Nordrhein-Westfalen i Tyskland.